# Pliosauroidea
Pliosauroidea, do grupo dos plesiossauros. Eram répteis aquáticos, de pescoço curto e cabeça grande, de hábitos carnívoros. Os seus dentes eram numerosos e afiados.
Foram encontrados fósseis de Pliosauroidea em diversas regiões geográficas, incluindo Europa, Austrália e América do Sul.

## Classificação
- Subordem: †Pliosauroidea Welles, 1943
  - ? †Bishanopliosaurus Dong, 1980
  - ? †Megalneusaurus Knight, 1898
  - ? †Pachycostasaurus Cruickshank, Martill & Noe, 1996
  - ? †Sinopliosaurus G. Young, 1820
  - †Thalassiodracon Storrs & Taylor, 1996
  - †Archaeonectrus Novozhilov, 1964
  - †Attenborosaurus Bakker, 1993
  - †Eurycleidus Andrews, 1922
  - Família: †Rhomaleosauridae (Nopsca, 1928) Kuhn, 1961 sensu O'Keefe,2001
    - †Umoonasaurus Kear, Schroeder & Lee, 2006
    - ? †Yuzhoupliosaurus Zhang, 1985
    - ? †Hexatarostinus
    - †Rhomaleosaurus Seeley, 1874
    - †Simolestes Andrews, 1909

  - Família: †Leptocleididae White, 1940
    - †Leptocleidus Andrews, 1922

  - Família: †Pliosauridae Seeley, 1874 sensu O'Keefe, 2001
    - ? †Plesiopleurodon Carpenter, 1996
    - ? †Polyptychodon Non Owen, 1841
    - ? †Maresaurus Gasparini, 1997
    - †Macroplata Swinton, 1930
    - †Hauffiosaurus O’Keefe, 2001
    - †Cronosaurus Longman, 1924
    - †Peloneustes Lydekker, 1889
    - †Liopleurodon Sauvage, 1873
    - †Brachauchenius Williston, 1903
    - †Pliosaurus Owen, 1841